# Henri Vieuxtemps
Henri Vieuxtemps (Verviers, 17 februari 1820 – Mustapha, Algerije, 6 juni 1881) was een Belgisch violist en componist.
Als wonderkind gaf Vieuxtemps concerten in Parijs. Na zijn vioolstudie bij Charles Auguste de Bériot begon hij aan zijn solistenloopbaan. Hij trad veelvuldig op met zijn eigen composities, waaronder zeven vioolconcerten, kamermuziek en werken voor viool en piano en viool solo. Eugène Ysaÿe behoorde tot zijn leerlingen. Hij stierf in Algerije.

## Vioolconcerten
- Vioolconcert nr. 1 in E groot, Op. 10 (1840)
- Vioolconcert nr. 2 in fis klein "Sauret", Op. 19 (1836)
- Vioolconcert nr. 3 in A groot, Op. 25 (1844)
- Vioolconcert nr. 4 in d klein, Op. 31 (c.1850)
- Vioolconcert nr. 5 in a klein "Grétry", Op. 37 (1861)
- Vioolconcert nr. 6 in G groot, Op. 47 (1865) (Op. 1 postuum)
- Vioolconcert nr. 7 in a klein "À Jenő Hubay", Op. 49 (1870) (Op. 3 postuum)
- Vioolconcert nr. 8 in b klein, Op. 59 (1881) (onvoltooid)

## Galerij

Enkele werken van Franz Callebaut
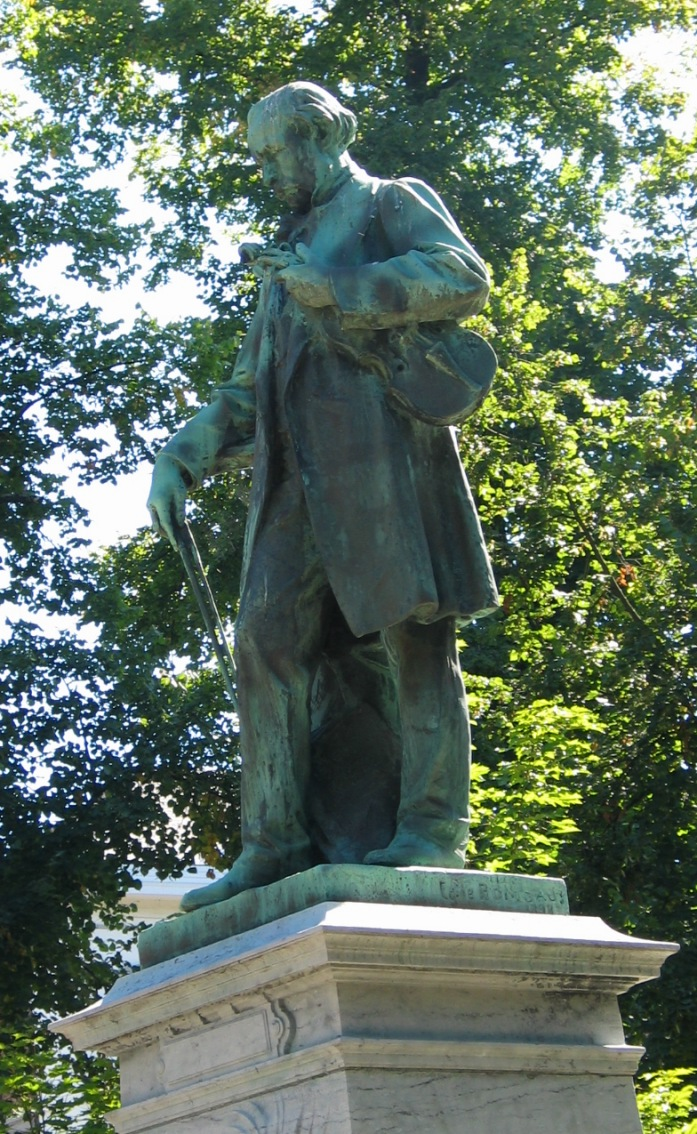
Standbeeld van Henri Vieuxtemps te Verviers
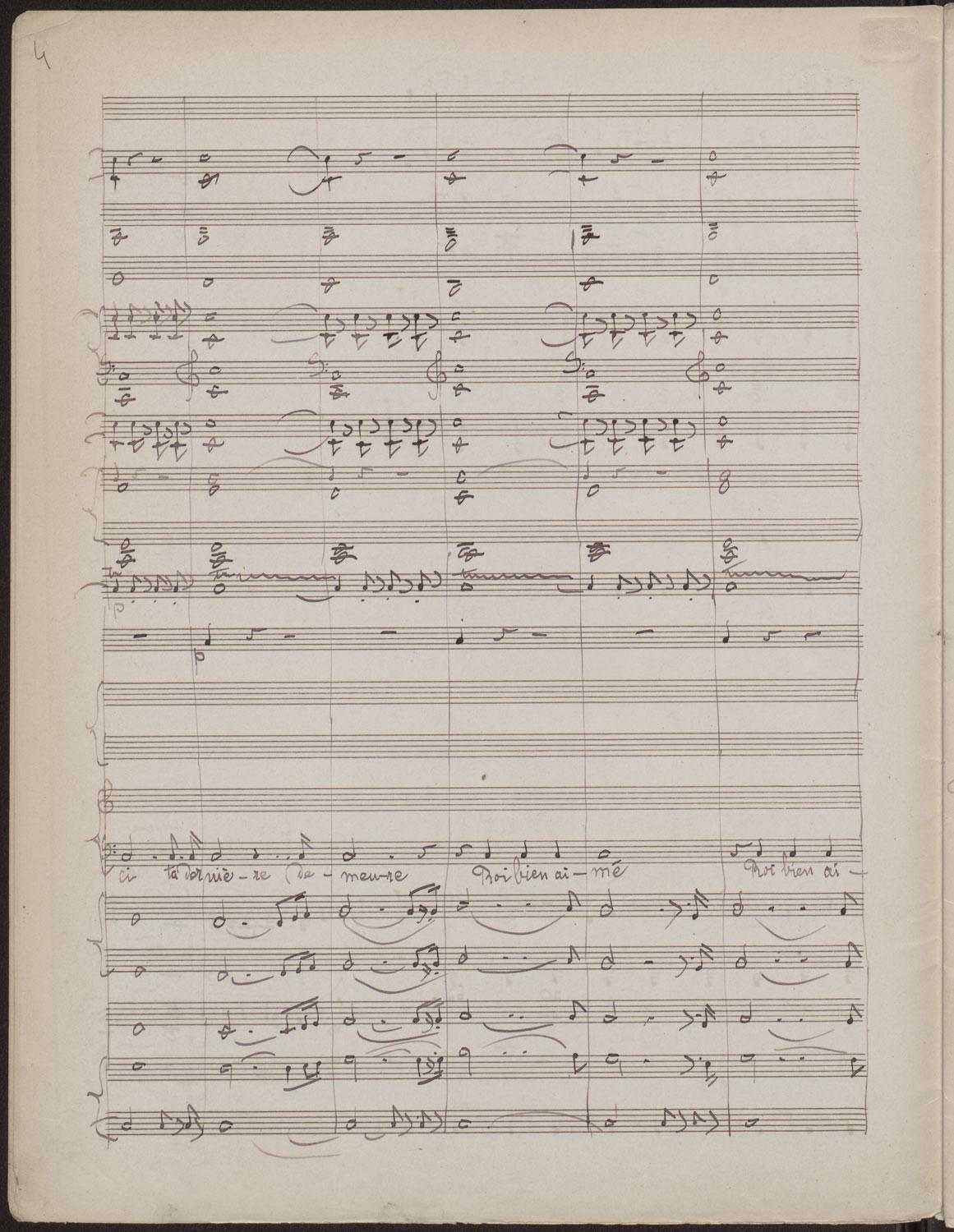
partituur voor La fiancée de Messine geschreven door Henri Vieuxtemps uit de collectie van de Koning Boudewijnstichting
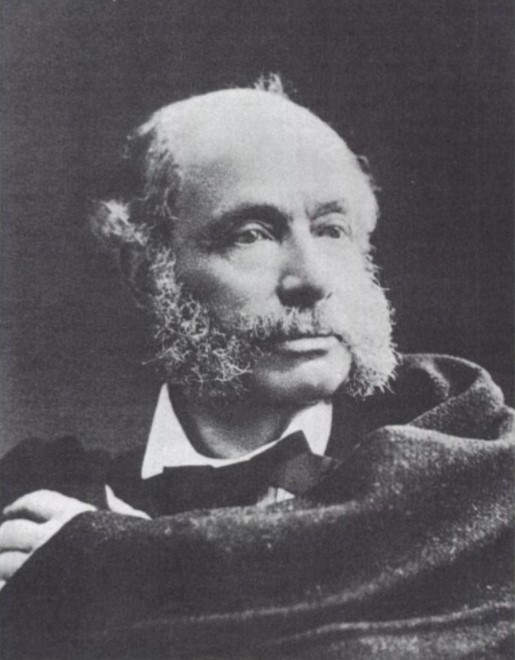
Vieuxtemps op latere leeftijd